# A New Beginning (The Walking Dead)
A New Beginning é o episódio de estreia da nona temporada da série de televisão de horror pós-apocalíptico The Walking Dead. Foi dirigido por Greg Nicotero e escrito por Angela Kang. O episódio foi ao ar originalmente na AMC em 7 de outubro de 2019. Esse episódio é marcado pelo salto temporal de um ano e meio, pela ida do grupo até Washington D.C. e a morte de Gregory.

## Enredo
Um ano e meio se passou desde o final da guerra. Alexandria agora foi reconstruída e está prosperando. Rick (Andrew Lincoln), agora com cabelos mais curtos e mais grisalhos, observa alegremente Michonne (Danai Gurira) pintar com Judith (Chloe & Sophia Garcia-Frizzi). Eles vão para fora dos muros para ver um bando de pássaros no campo. No Santuário, o pátio cheio de andadores foi substituído por plantações. Rosita (Christian Serratos) ajuda Eugene (Josh McDermitt) com um experimento, enquanto Laura (Lindsley Register) relata algo para Daryl (Norman Reedus), que agora está no comando. Ele vai para o pátio e vê Arat (Elizabeth Ludlow) e Justin (Zach McGowan) tentando usar um andador como espantalho, como costumavam fazer, sob o pretexto de assustar os corvos, mas Daryl não permite.
Na estrada, Tara (Alanna Masterson) está observando, quando Eugene a chama pelo rádio informando que Daryl se encontrará com o resto do grupo para que eles possam ir a Washington D.C. para procurar materiais agrícolas. Em outro lugar, Jesus (Tom Payne) e Aaron (Ross Marquand) matam alguns caminhantes. Aaron pergunta a Jesus se ele pode lhe ensinar algumas de suas habilidades, e Jesus concorda. Um pouco depois, Daryl sai para encontrar Rick, Michonne, Carol (Melissa McBride), Maggie (Lauren Cohan) e os outros no centro de Washington D.C.. Rick e o grupo invadem o Smithsonian para procurar um vagão coberto e equipamentos agrícolas. Enquanto andam sobre um frágil piso de vidro, notam um grupo de caminhantes embaixo deles. De repente, um caminhante cai de uma varanda, quebrando o painel, antes que Daryl o coloque no chão. Rick diz a todos para ficarem seguros e o grupo se separa. No porão, Siddiq (Avi Nash) é atacado por um andador cuja cabeça está cheia de aranhas. Ele mal consegue matá-lo e admite a Rick que está mais assustado com as aranhas, enquanto Enid (Katelyn Nacon) ri. Em um corredor, Gabriel (Seth Gilliam) enfia um facão na cabeça de um andador e o deixa pendurado em uma tela de evolução humana. Ele e Anne (Pollyanna McIntosh) sorriem devido a ironia da situação. Pelas escadas, Cyndie (Sydney Park) vê uma canoa velha e se lembra de uma experiência com o irmão. Daryl conversa com ela e os dois levantam a canoa. De volta ao porão, o grupo de Rick encontra pacotes de sementes e feijões. Rick agradece Anne pela liderança, enquanto ela diz a Gabriel que sabia disso porque uma vez ela levou sua turma para conhecer o museu. Ao voltar para as escadas, Maggie diz a Michonne e Carol que Gregory (Xander Berkeley) convocou uma eleição em Hilltop e perdeu, fazendo Maggie ser a líder por direito. Michonne para e olha para uma demonstração de política e como unir diferentes colônias. Logo depois, o grupo inteiro se reúne e cuidadosamente usa cordas para arrastar uma velha carroça coberta pelas escadas e sobre o piso de vidro. O andar finalmente cede e Ezequiel (Khary Payton) cai, ficando pendurado na corda. Antes que os caminhantes possam mordê-lo, Daryl atira em um deles e Rick e os outros finalmente o puxam. Carol o beija alegremente para comemorar. 
O grupo sai de Washington e se prepara para voltar às comunidades. Na estrada, Alden (Callan McAuliffe) conversa com Kenneth (AJ Achinger) e Marco (Gustavo Gomez) sobre a ferraria em Hilltop. Atrás, Ezekiel tenta pedir Carol em casamento. Ela diz a ele para guardar o anel e diz que ainda não quer que lhe façam essa pergunta, especialmente em cima de um cavalo. Ezequiel sorri e diz que ainda a ama. Rosita e Daryl alcançam todos para informá-los que não será possível passar pela ponte principal, pois ela foi tomada por caminhantes. Rick diz a Tara, Gabriel, Aaron e Anne para voltarem para Alexandria, e o resto seguirá uma rota alternativa e passará a noite no Santuário. Na floresta, a carroça fica presa na lama, enquanto os caminhantes surgem dos arbustos. Todos correm para pegar os suprimentos, mas os caminhantes os sobrecarregam e os  forçam a sair. Ken corre de volta para libertar os cavalos, mas é mordido no braço por um caminhante e depois chutado nas costelas pelo cavalo. Siddiq e Enid tentam salvá-lo, mas ele sucumbe à perda de sangue e morre devido aos ferimentos. Maggie, entristecida, soluça ao seu lado antes de colocá-lo no chão. À noite, em Hilltop, Maggie dá a notícia da morte de Ken a seus pais, Tammy (Brett Butler) e Earl (John Finn). Tammy emocionada, repreende Maggie por matar seu filho, dizendo que votou nela nas eleições. Earl tenta acalmá-la, mas Tammy não escuta e critica a decisão de Maggie de suprir os Salvadores. Maggie chocada, se oferece para ajudar no funeral, mas Tammy recusa e diz para Maggie não comparecer ao funeral. Mais tarde, Hilltop se reúne para o funeral de Ken. Alden canta enquanto Gregory faz um discurso. Maggie segura seu filho, Hershel (Peyton Lockridge), e assiste da varanda.
No santuário, Rick e o grupo chegam para entregar suprimentos. Michonne vê uma pichação dizendo que eles ainda são Negan, e Daryl exige que Justin limpe. Rick promete aos Salvadores que continuará a apoiá-los para que eles se recuperem. Todo mundo o aplaude e o trata como uma celebridade.
Daryl diz a Rick que ele não quer mais liderar o lugar porque ele não pertence a ele e, como é uma fábrica, não pode produzir plantações. Daryl sugere que ele retorne para Hilltop para verificar Maggie e Hershel, mas Rick diz que ele deveria retornar a Alexandria. Rick diz que as coisas mudaram, e Daryl diz que foi porque ele as mudou, e sai. Do lado de fora, Carol segue Daryl e se oferece para assumir o Santuário por ele. Ela conta a ele sobre a proposta de Ezekiel e diz que quer um tempo. Daryl fica surpreso e pergunta se ele deve ficar com ela. Ela recusa e deita a cabeça no ombro dele. No trailer, Tammy chora pela morte do filho, enquanto Gregory embebeda Earl e diz que Maggie não precisa mais ser a líder. No Santuário, Rick e Michonne se acomodam na cama e Michonne pergunta se eles fizeram a coisa certa, deixando Negan (Jeffrey Dean Morgan) viver. No entanto, Rick defende sua escolha. Ela então propõe que eles criem uma carta entre as comunidades: definindo diretrizes e punições. Rick concorda e diz a ela como ele é sortudo por tê-la encontrado. Eles se beijam e deitam juntos. De volta a Hilltop, Maggie leva Hershel para passear e encontra Gregory, que diz que alguém pode ter mexido no túmulo de Glenn. Chateada, ela corre para o túmulo e é atacada por um estranho encapuzado, que também bate no carrinho de Hershel. Enid intervém, mas é empurrada com força para o chão e nocauteada. Alden e Cyndie agarram o agressor e Maggie rasga seu capuz para ver quem fez aquiloː Earl. Maggie corre para a casa de Gregory e o acusa de tentar matá-la. Ele diz que ele construiu aquele lugar e tenta esfaqueá-l, mas ela o domina e a põe em seu pescoço. 
No dia seguinte, Carol diz a Ezekiel que ela ficará no Santuário e instrui Jerry (Cooper Andrews) a cuidar dele. Daryl, Michonne e Rick chegam a Hilltop e encontram os trabalhadores construindo uma forca. Mais tarde, Rick pede a Maggie para visitar Alexandria, mas ela diz que não pode porque Negan está lá. Ele pede sua ajuda para consertar a ponte, o que inclui o fornecimento de suprimentos ao Santuário. Ela diz que só concordará se os Salvadores concordarem em fornecer trabalho e combustível. Rick diz que não pode e que Maggie é obrigada a ajudar, mas Maggie discorda e lembra que ele nunca a seguiu como prometeu, mas agora deveria. À noite, os moradores se reúnem em torno da forca enquanto Maggie explica ao seu povo o por quê de estar fazendo aquilo. Ela olha para Gregory, que tem uma corda no pescoço e está sentado em um cavalo. Gregory pede que alguém pare com aquilo, mas ninguém se mexe. Duas crianças aparecem e Michonne grita para Maggie parar, mas é tarde demais. Daryl dá um tapa no cavalo e ele cavalga, deixando Gregory pendurado e morrendo, para o choque de todos. Maggie diz ao povo que ela quer que essa seja a última vez que eles fazem algo assim. Rick e Michonne ficam chocados enquanto Maggie ordena que Daryl corte o laço.

## Produção

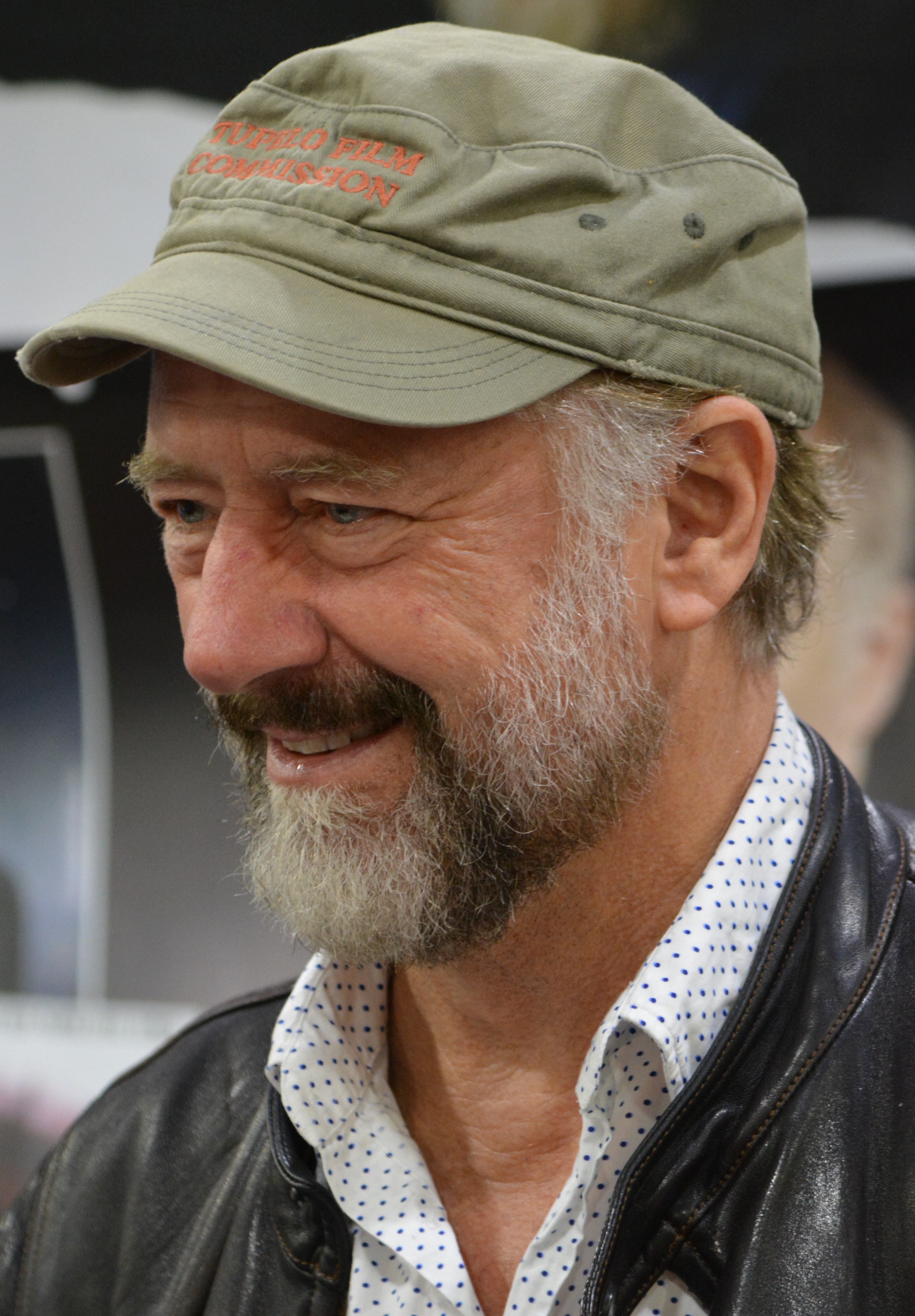
Xander Berkeley faz sua última aparição na série nesse episódio.

A New Beginning representa o primeiro episódio de várias mudanças na série. É o primeiro episódio com Angela Kang como showrunner, substituindo Scott M. Gimple, que passou a supervisionar a franquia The Walking Dead na AMC. Também representa a última temporada de Andrew Lincoln como Rick Grimes, que foi anunciada no início de 2018. Para facilitar isso, vários elementos do episódio foram projetados para acomodar a saída de Lincoln. Segundo Kang, eles continuaram a hostilidade entre Rick e Maggie sobre as diferenças de como Rick salvou a vida de Negan, e a expandiram para alguns dos outros aliados mais próximos de Rick. Assim, a ponte que deve ser consertada e serve como elemento de enredo para vários outros episódios foi vista como uma representação literal da ponte que Rick precisa fazer para seus amigos e aliados para manter as várias comunidades trabalhando juntas, de acordo com Kang.
O episódio inclui a morte do personagem principal Gregory, interpretado por Xander Berkeley. Antes dessa temporada, Berkeley disse que já havia um plano de longo prazo para a morte de Gregory. Com a mudança no showrunner, juntamente com as mudanças necessárias para acomodar a saída de Lincoln e a agenda limitada de Lauren Cohan, Berkeley descobriu que a morte de seu personagem havia sido adiada. Ele considerou que ser enforcado aumentaria o portfólio de mortes de personagens já interpretados por ele. A morte de Gregory foi adaptada da edição #141, onde Gregory também planejou a morte de Maggie devido a ser deposto como líder de Hilltop, e Maggie optou por enforcá-lo como punição.
As filmagens das cenas do museu ocorreram principalmente no Capitólio estadual da Geórgia, em Atlanta, durante dois dias. A equipe de produção criou um piso de vidro falso feito de acrílico para usar na base da escada do edifício em algumas cenas.
O episódio foi dedicado à memória de Scott Wilson, o ator que interpretou Hershel Greene na série. Wilson um dia antes da exibição do episódio, pouco depois da notícia de que ele havia reprisado seu papel para essa temporada.

## Recepção

### Crítica
A New Beginning recebeu elogios da crítica. No Rotten Tomatoes, o episódio tem uma taxa de aprovação de 96%, com uma pontuação média de 7,22 de 10, com base em 25 avaliações. O consenso crítico diz: 'Ao retornar às suas raízes, "A New Beginning" bombeia sangue fresco para a série e inspira esperança para um futuro melhor."

### Audiência
O episódio teve um total de 6.08 milhões de espectadores em sua exibição original na AMC na faixa de 18-49 anos de idade. Embora tenha sido o programa de TV a cabo com a classificação mais alta da noite, foi a estréia de temporada com a classificação mais baixa da série, caindo 50% em relação à estréia da temporada anterior.